# Conjunt (estructura de dades)
En informàtica, un conjunt és un tipus d'estructura de dades que conté elements amb valors únics (no poden existir dos elements amb el mateix valor dins del mateix conjunt). No existeix un ordre a priori dels elements dins del conjunt.
Les operacions habituals sobre un conjunt són:
Les habituals dels contenidors (vegeu l'article  contenidor):
- Una operació per comprovar quan un conjunt està buit.
- Una operació per obtenir el nombre d'elements presents al conjunt
- Un iterador sobre cada un dels elements del conjunt

Les específiques d'un conjunt:
- Un constructor per crear un conjunt inicialment buit
- Una operació per afegir un nou element amb un nou valor, si encara no existeix
- Una operació per eliminar l'element que té un determinat valor, si existeix
- Una operació per verificar si existeix un element amb un determinat valor

Les operacions booleanes pròpies de la teoria de conjunts:
- Unió: conjunt unió dels elements de dos conjunts, un nou conjunt amb els elements presents en qualsevol dels dos primers conjunts
- Intersecció: conjunt intersecció dels elements de dos conjunts, un nou conjunt amb els elements presents alhora als dos primers conjunts
- Diferència: conjunt diferència dels elements de dos conjunts, un nou conjunt amb els elements presents al primer conjunt però sense els que són presents al segon conjunt
- Subconjunt: una operació per verificar si un conjunt és un subconjunt d'un altre, si tots els elements presents al primer conjunt són alhora presents a l'altra